# François-Xavier Gautrelet
François-Xavier Gautrelet (15 de febrer del 1807, Sampigny - 4 de juliol del 1886, Montbrison) fou un escriptor catòlic francès jesuïta. Criticà la influència de la maçoneria en la Revolució Francesa contra la religió catòlica. El 1844 fundà una comunitat catòlica: l'Apostolat de la Prière.

## Obres
- L'Apostolat de la prière, 1846.
- La Franc-maçonnerie et la révolution, Lyon, Briday, 1872.
- Le salut de la France par le S. Cœur (1873)
- Le Prêtre et l'Autel (1874).